# Annett Viertel
Annett Viertel (* 16. Oktober 1967) ist eine ehemalige deutsche Fußball-Torhüterin.

## Karriere

### Vereine
Viertel spielte in der Saison 1989/90 für die BSG Rotation Schlema, den amtierenden Meister im Frauenfußball der DDR.

### Nationalmannschaft
Viertel wirkte im einzigen Länderspiel der DDR-Nationalmannschaft mit, die am 9. Mai 1990 im Karl-Liebknecht-Stadion im Potsdamer Stadtteil Babelsberg gegen die Nationalmannschaft der ČSFR vor etwa 800 Zuschauern mit 0:3 verlor.